# Fanny Freund-Marcus
Fanny Freund-Marcus, auch: Fanny Freund-Markus (* 18. Dezember 1872 in Wien als Fanni Emilie Marcus; † 11. Dezember 1942 in Theresienstadt) war eine österreichische Publizistin, Redakteurin und Frauenrechtsaktivistin, die einzelne ihrer Beiträge als F. F.-M. zeichnete.

## Leben
Fanny Freund-Marcus leitete vor dem Ersten Weltkrieg den „Ersten Wiener Gabelsberger Damen-Stenographieverein“, der Ausbildungskurse für Frauen und Mädchen anbot. Sie war 1910 Mitgründerin und später langjährige Präsidentin der Reichsorganisation der Hausfrauen Österreichs, bis sie 1929 zurücktrat. Nach Kriegsende amtierte sie weiters als Vorsitzende der Kommission für Ernährung des Bundes Österreichischer Frauenvereine (BÖFV). Von 1926 bis 1928 war sie Redakteurin des Magazins Die moderne Frau, das sie zusammen mit Eise Ehrlich und Dora Steininger herausgab und das ab 1928 unter ihrer redaktionellen Leitung als Beilage der Zeitschrift Die Frau und Mutter erschien.
Fanny Freund-Marcus publizierte Artikel in den Organen der ROHÖ (Frauenblatt, Die Österreichische Hausfrau) und des BÖFV (Der Bund, Die Österreicherin). Auch in anderen Zeitschriften wie Neues Frauenleben erschienen ihre Beiträge, die sich unter anderem mit Fragestellungen der Hauswirtschaftslehre beschäftigten. Weiters hielt sie Vorträge zu politischen und feministischen Themen wie beispielsweise die Stellung der Frau im Ernährungswesen Österreichs, die Frau in Landesversammlung und Gemeinde sowie die Bedeutung des Weiterbestandes des BÖFV zur Verteidigung der erreichten politischen Rechte der Frauen.
Fanny Freund-Marcus war mit Alexander Freund († 1928) verheiratet und hatte einen Sohn Max.
Sie wurde im Juli 1942 von Wien nach Theresienstadt deportiert und starb dort im Dezember 1942 eine Woche vor ihrem 70. Geburtstag.

## Veröffentlichungen
- Über die Reichsorganisation der Hausfrauen. In: Neues Frauenleben, Nr. 6/1910 (XXII. Jahrgang), ZDB-ID 2428354-X, S. 183 ff. (Online bei ALO).
- Die Kriegsfürsorgeaktionen der ROHÖ. In: Helene Granitsch: Kriegsdienstleistung der Frauen. Heller, Wien 1915, S. 38–47. (Online bei ALO).
- Die Frau im Ernährungsdienste des Staates. In: Der Bund, Nr. 5/1917 (XII. Jahrgang), ZDB-ID 2115995-6, S. 8 ff. (Online bei ALO).
- Wozu brauchen die Frauenvereine Deutschösterreichs den „Bund“?. In: Der Bund, Nr. 1/1919 (XIV. Jahrgang), ZDB-ID 2115995-6, S. 13 ff. (Online bei ALO).
- Laboremus!. In: Rohö-Frauenblatt, Heft 1/1921, 26. November 1921 (I. Jahrgang), S. 1. (online bei ANNO).
- — 1922 —. In: Rohö-Frauenblatt, Heft 6/1921, 31. Dezember 1921 (I. Jahrgang), S. 1. (online bei ANNO).
- Die überparteiliche Fraueninteressenvertretung. In: Rohö-Frauenblatt, Heft 3/1922, 21. Jänner 1922 (II. Jahrgang), S. 1. (online bei ANNO).
- Hausfrauenarbeit. In: Rohö-Flugblatt, Heft 12/1924, 15. Oktober 1924 (IV. Jahrgang), S. 1. (online bei ANNO).
- Der Haushalt in der Großstadt. Radiovortrag. In: Rohö-Flugblatt, Heft 9/1925, 1. Mai 1925 (V. Jahrgang), S. 1 f. (online bei ANNO).
- Die Hausfrauenarbeit in Mode. In: Rohö-Flugblatt, Heft 14/1925, 1. August 1925 (V. Jahrgang), S. 1. (online bei ANNO).
- „Laßt Sonne herein!“ Ein neuer Wohnhausbau der Gemeinde Wien. In: Rohö-Flugblatt, Heft 15/1925, 1. September 1925 (V. Jahrgang), S. 1 f. (online bei ANNO).
- Die Frage des Prämienwesens. In: Rohö-Flugblatt, Heft 15/1925, 1. September 1925 (V. Jahrgang), S. 3. (online bei ANNO).
- Dinge, um die sich die Hausfrau kümmern soll. In: Die Moderne Frau, Jahrgang 1926, Nr. 1/1926, S. 18. (online bei ANNO).
- Die moderne Frau als praktische Hausfrau. Die Frau und das Wirtschaftsgeld. In: Die Moderne Frau, Jahrgang 1926, Nr. 2/1926, S. 19 f. (online bei ANNO).
- Die Verbesserung der Handelsbilanz. Kann die Frau zur Verbesserung der Handelsbilanz beitragen?. In: Die Moderne Frau, Jahrgang 1927, Nr. 7/1927, S. 1. (online bei ANNO).
- Die moderne Frau als praktische Hausfrau. Die Haustochter. In: Die Moderne Frau, Jahrgang 1927, Nr. 11/1927, S. 15. (online bei ANNO).
- Die moderne Frau als praktische Hausfrau. Taylorismus im Haushalt. In: Die Moderne Frau, Jahrgang 1927, Nr. 12/1927, S. 13. (online bei ANNO).
- Die Erneuerung der Hauswirtschaft. In: Die Österreicherin, Nr. 4/1928 (I. Jahrgang), ZDB-ID 1121104-0, S. 6. (Online bei ALO).